# Squadra di Taipei cinese di Coppa Davis
La squadra di Taipei Cinese di Coppa Davis rappresenta Taiwan nella Coppa Davis, ed è posta sotto l'egida della Chinese Taipei Tennis Association.
La squadra partecipa alla competizione dal 1972, e non ha mai fatto parte del Gruppo Mondiale. Attualmente è inclusa nel Gruppo II della zona Asia/Oceania.

## Organico 2019
Vengono di seguito illustrati i convocati per ogni singolo turno della Coppa Davis 2019. A sinistra dei nomi la nazione affrontata e il risultato finale. Fra parentesi accanto ai nomi, il ranking del giocatore nel momento della disputa degli incontri (la "d" indica che il ranking corrisponde alla specialità del doppio).
| Gruppo II - Playoff | Gruppo II - Playoff                                                                                   | Gruppo II - Playoff | Gruppo II - Playoff |
| Hong Kong (4-0)     | Jason Jung (132) Wu Tung-lin (238) Yang Tsung-hua (285) Tseng Chun-hsin (320) Hsieh Cheng-peng (65 d) |                     |                     |
| ------------------- | --- | ------------------- | ------------------- |

## Risultati
= Incontro del Gruppo Mondiale

### 2010-2019
| Anno | Turno                      | Data            | Sede               | Avversario    | Punteggio | Esito     |
| ---- | -------------------------- | --------------- | ------------------ | ------------- | --------- | --------- |
| 2010 | Gruppo I, 1º turno         | 5-7 marzo       | Melbourne (AUS)    | Australia     | 0–5       | Sconfitta |
| 2010 | Gruppo I, Playoff 1º turno | 9-11 luglio     | Kaohsiung (TPE)    | Filippine     | 4–1       | Vittoria  |
| 2011 | Gruppo I, 1º turno         | 4-6 marzo       | Shanghai (CHN)     | Cina          | 2–3       | Sconfitta |
| 2011 | Gruppo I, Playoff 2º turno | 16-18 settembre | Lapu-Lapu (PHL)    | Filippine     | 3–2       | Vittoria  |
| 2012 | Gruppo I, 1º turno         | 10-12 febbraio  | Gimcheon (KOR)     | Corea del Sud | 1–4       | Sconfitta |
| 2012 | Gruppo I, Playoff 1º turno | 6-8 aprile      | Kaohsiung (TPE)    | Cina          | 2–3       | Sconfitta |
| 2012 | Gruppo I, Playoff 2º turno | 19-21 ottobre   | Kaohsiung (TPE)    | Filippine     | 3–2       | Vittoria  |
| 2013 | Gruppo I, 1º turno         | 1-3 febbraio    | Kaohsiung (TPE)    | Australia     | 0–5       | Sconfitta |
| 2013 | Gruppo I, Playoff 1º turno | 5-7 aprile      | Tientsin (CHN)     | Cina          | 0–5       | Sconfitta |
| 2013 | Gruppo I, Playoff 2º turno | 13-15 settembre | Kaohsiung (TPE)    | Indonesia     | 5–0       | Vittoria  |
| 2014 | Gruppo I, 1º turno         | 31 gen.-2 feb.  | Indore (IND)       | India         | 0–5       | Sconfitta |
| 2014 | Gruppo I, Playoff 1º turno | 12-14 settembre | Kaohsiung (TPE)    | Corea del Sud | 1–3       | Sconfitta |
| 2014 | Gruppo I, Playoff 2º turno | 24-26 ottobre   | Christchurch (NZL) | Nuova Zelanda | 1–4       | Sconfitta |
| 2015 | Gruppo II, 1º turno        | 6-8 marzo       | Kaohsiung (TPE)    | Libano        | 5–0       | Vittoria  |
| 2015 | Gruppo II, 2º turno        | 17-19 luglio    | Kaohsiung (TPE)    | Filippine     | 3–1       | Vittoria  |
| 2015 | Gruppo II, Playoff         | 18-20 settembre | Smirne (TUR)       | Pakistan      | 2–3       | Sconfitta |
| 2016 | Gruppo II, 1º turno        | 4-6 marzo       | Kaohsiung (TPE)    | Malaysia      | 4–1       | Vittoria  |
| 2016 | Gruppo II, 2º turno        | 15-17 luglio    | Manila (PHL)       | Filippine     | 3–1       | Vittoria  |
| 2016 | Gruppo II, Playoff         | 16-18 settembre | Nonthaburi (THA)   | Thailandia    | 3–2       | Vittoria  |
| 2017 | Gruppo I, 1º turno         | 17-19 febbraio  | Kaohsiung (TPE)    | Cina          | 0–5       | Sconfitta |
| 2017 | Gruppo I, Playoff 2º turno | 15-17 settembre | Yang Gu (KOR)      | Corea del Sud | 2–3       | Sconfitta |
| 2018 | Gruppo II, 1º turno        | 3-4 febbraio    | Beirut (LBN)       | Libano        | 2–3       | Sconfitta |
| 2018 | Gruppo II, Playoff         | 7-8 aprile      | Taipei (TPE)       | Iran          | 4–0       | Vittoria  |
| 2019 | Gruppo II, Playoff         | 14-15 settembre | Hong Kong (HKG)    | Hong Kong     | 4–0       | Vittoria  |

## Andamento
La seguente tabella riflette l'andamento della squadra dal 1990 ad oggi.
| Pos.           | 90 | 91 | 92 | 93 | 94 | 95 | 96 | 97 | 98 | 99 | 00 | 01 | 02 | 03 | 04 | 05 | 06 | 07 | 08 | 09 | 10 | 11 | 12 | 13 | 14 | 15 | 16 | 17 | 18 | 19 |
| -------------- | -- | -- | -- | -- | -- | -- | -- | -- | -- | -- | -- | -- | -- | -- | -- | -- | -- | -- | -- | -- | -- | -- | -- | -- | -- | -- | -- | -- | -- | -- |
| Campione       |    |    |    |    |    |    |    |    |    |    |    |    |    |    |    |    |    |    |    |    |    |    |    |    |    |    |    |    |    |    |
| Finalista      |    |    |    |    |    |    |    |    |    |    |    |    |    |    |    |    |    |    |    |    |    |    |    |    |    |    |    |    |    |    |
| SF             |    |    |    |    |    |    |    |    |    |    |    |    |    |    |    |    |    |    |    |    |    |    |    |    |    |    |    |    |    |    |
| QF             |    |    |    |    |    |    |    |    |    |    |    |    |    |    |    |    |    |    |    |    |    |    |    |    |    |    |    |    |    |    |
| OF             |    |    |    |    |    |    |    |    |    |    |    |    |    |    |    |    |    |    |    |    |    |    |    |    |    |    |    |    |    |    |
| Qualificazioni | x  | x  | x  | x  | x  | x  | x  | x  | x  | x  | x  | x  | x  | x  | x  | x  | x  | x  | x  | x  | x  | x  | x  | x  | x  | x  | x  | x  | x  |    |
| Gruppo I       |    |    |    |    |    |    |    |    |    |    |    |    |    |    |    |    |    |    |    |    |    |    |    |    |    |    |    |    |    |    |
| Gruppo II      |    |    |    |    |    |    |    |    |    |    |    |    |    |    |    |    |    |    |    |    |    |    |    |    |    |    |    |    |    |    |
| Gruppo III     | x  | x  |    |    |    |    |    |    |    |    |    |    |    |    |    |    |    |    |    |    |    |    |    |    |    |    |    |    |    |    |
| Gruppo IV      | x  | x  | x  | x  | x  | x  | x  |    |    |    |    |    |    |    |    |    |    |    |    |    |    |    |    |    |    |    |    |    |    |    |

Legenda
- Campione: La squadra ha conquistato la Coppa Davis.
- Finalista: La squadra ha disputato e perso la finale.
- SF: La squadra è stata sconfitta in semifinale.
- QF: La squadra è stata sconfitta nei quarti di finale.
- OF: La squadra è stata sconfitta negli ottavi di finale (1º turno). Dal 2019 sostituito dal Round Robin.
- Qualificazioni: La squadra è stata sconfitta al turno di qualificazione. Istituito nel 2019.
- Gruppo I: La squadra ha partecipato al Gruppo I della propria zona di appartenenza.
- Gruppo II: La squadra ha partecipato al Gruppo II della propria zona di appartenenza.
- Gruppo III: La squadra ha partecipato al Gruppo III della propria zona di appartenenza.
- Gruppo IV: La squadra ha partecipato al Gruppo IV della propria zona di appartenenza.
- x: Ove presente, la x indica che in quel determinato anno, il Gruppo in questione non è esistito.